# Championnat européen des nations de rugby à XV 2008-2010
Navigation
Championnat 2006-2008 Championnat 2010-2012
Le championnat européen des nations 2008–2010 est une compétition qui réunit les nations membres de la FIRA–AER qui ne participent pas au Tournoi des Six Nations. 36 nations sont réparties en sept divisions. La compétition est remportée par la Géorgie.

## Équipes engagées

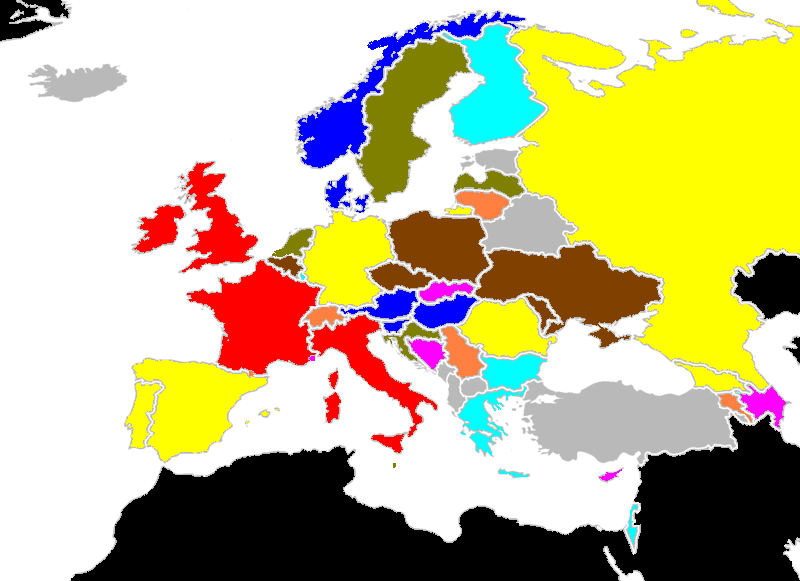
Les différents tournois ont chacun une couleur

Première Division
- Géorgie
- Russie
- Roumanie
- Espagne
- Portugal
- Allemagne

| Division 2A - Belgique - Moldavie - Pologne - République tchèque - Ukraine | Division 2B - Croatie - Lettonie - Malte - Pays-Bas - Suède |

| Division 3A - Andorre - Arménie - Lituanie - Serbie - Suisse | Division 3B - Autriche - Danemark - Hongrie - Norvège - Slovénie | Division 3C - Grèce - Finlande - Israël - Luxembourg - Bulgarie | Division 3D - Azerbaïdjan - Bosnie-Herzégovine - Chypre - Monaco - Slovaquie |

## Règlement
Le système de points utilisé dans toutes les divisions est le suivant :
- 3 points pour une victoire
- 2 points pour un match nul
- 1 point pour une défaite

Pour départager les équipes, on regarde les résultats lors des confrontations directes.

## Division 1

### Faits saillants
La Première Division évolue habituellement aux même dates que le Tournoi des Six Nations, les autres divisions jouent pendant le reste de l'année. Le championnat a lieu sur deux saisons de l'été 2008 à l'été 2010 pour l'édition en cours, chaque équipe rencontrant ses concurrents une fois à domicile, une fois à l'extérieur, soit dix matchs chacun. À la fin du tournoi, l'équipe classée sixième est reléguée en Division 2A.
L'Allemagne, l'Espagne, la Géorgie, le Portugal, la Roumanie, la Russie, disputent cette édition. La Géorgie est championne en titre et la République tchèque a été rétrogradée au bénéfice de l'Allemagne.
La Géorgie remporte la compétition devant la Russie. Grâce à ces résultats, ces deux équipes sont qualifiées pour la Coupe du monde 2011. L'Allemagne est reléguée en division 2A.

### Résultats
| Rang | Pays          | J  | V | N | D  | Pm  | Pe  | Diff | Pts |
| ---- | ------------- | -- | - | - | -- | --- | --- | ---- | --- |
| 1    | Géorgie (T)   | 10 | 8 | 1 | 1  | 326 | 132 | +194 | 27  |
| 2    | Russie        | 10 | 7 | 1 | 2  | 291 | 175 | +116 | 25  |
| 3    | Roumanie      | 10 | 6 | 1 | 3  | 282 | 136 | +146 | 23  |
| 4    | Portugal      | 10 | 5 | 1 | 4  | 255 | 149 | +106 | 21  |
| 5    | Espagne       | 10 | 2 | 0 | 8  | 145 | 304 | -159 | 14  |
| 6    | Allemagne (P) | 10 | 0 | 0 | 10 | 58  | 461 | -403 | 10  |

|  | Vainqueur du championnat. |
|  | Relégué en Division 2A. |
|  | T : Tenant du titre • P : Promu en 2008 V : Victoires • N : Matches Nuls • D : Défaites • PM : Points marqués • PE : Points encaissés • Diff : Différence de points |

Matchs aller
| 8 novembre 2008 | Russie                                             | 42 - 15 (23 - 8) | Espagne                                            | Moscou Arbitre : Bessot |
| 8 novembre 2008 | Essai(s) : 5 Transformation(s) : 4 Pénalité(s) : 3 |                  | Essai(s) : 2 Transformation(s) : 1 Pénalité(s) : 1 | Moscou Arbitre : Bessot |
| 8 novembre 2008 |                                                    |                  |                                                    | Moscou Arbitre : Bessot |

| 15 novembre 2008 | Espagne                                  | 22 - 11 (16 - 8) | Allemagne                    | Madrid Arbitre : Ventura |
| 15 novembre 2008 | Essai(s) : 1 Pénalité(s) : 4 Drop(s) : 1 |                  | Essai(s) : 1 Pénalité(s) : 2 | Madrid Arbitre : Ventura |
| 15 novembre 2008 |                                          |                  |                              | Madrid Arbitre : Ventura |

| 7 février 2009 | Allemagne    | 5 - 38 (5 - 10) | Géorgie                            | Heidelberg Arbitre : G. Knox |
| 7 février 2009 | Essai(s) : 1 |                 | Essai(s) : 6 Transformation(s) : 4 | Heidelberg Arbitre : G. Knox |
| 7 février 2009 |              |                 |                                    | Heidelberg Arbitre : G. Knox |

| 7 février 2009 | Espagne                                            | 10 - 19 (10 - 11) | Roumanie                     | Madrid Arbitre : Dordolo |
| 7 février 2009 | Essai(s) : 1 Transformation(s) : 1 Pénalité(s) : 1 |                   | Essai(s) : 2 Pénalité(s) : 3 | Madrid Arbitre : Dordolo |
| 7 février 2009 |                                                    |                   |                              | Madrid Arbitre : Dordolo |

| 7 février 2009 | Portugal                           | 14 - 18 (0 - 15) | Russie                       | Lisbonne Arbitre : S. Mc Dowell |
| 7 février 2009 | Essai(s) : 2 Transformation(s) : 2 |                  | Essai(s) : 2 Pénalité(s) : 3 | Lisbonne Arbitre : S. Mc Dowell |
| 7 février 2009 |                                    |                  |                              | Lisbonne Arbitre : S. Mc Dowell |

| 14 février 2009 | Géorgie                                            | 20 - 20 (3 - 10) | Portugal                                           | Tbilissi Arbitre : C. Berdos |
| 14 février 2009 | Essai(s) : 2 Transformation(s) : 2 Pénalité(s) : 2 |                  | Essai(s) : 2 Transformation(s) : 2 Pénalité(s) : 2 | Tbilissi Arbitre : C. Berdos |
| 14 février 2009 |                                                    |                  |                                                    | Tbilissi Arbitre : C. Berdos |

| 14 février 2009 | Allemagne | 0 - 22 (0 - 7)                                     | Roumanie | Heidelberg Arbitre : C. Stanley |
| 14 février 2009 |           | Essai(s) : 3 Transformation(s) : 2 Pénalité(s) : 1 |          | Heidelberg Arbitre : C. Stanley |
| 14 février 2009 |           |                                                    |          | Heidelberg Arbitre : C. Stanley |

| 21 février 2009 | Portugal                                           | 44 - 6 (20 - 3) | Allemagne       | Lisbonne Arbitre : S. Penne |
| 21 février 2009 | Essai(s) : 5 Transformation(s) : 5 Pénalité(s) : 3 |                 | Pénalité(s) : 2 | Lisbonne Arbitre : S. Penne |
| 21 février 2009 |                                                    |                 |                 | Lisbonne Arbitre : S. Penne |

| 28 février 2009 | Espagne                      | 11 - 55 (6 - 17) | Géorgie                                            | Madrid Arbitre : F. Maciello |
| 28 février 2009 | Essai(s) : 1 Pénalité(s) : 2 |                  | Essai(s) : 8 Transformation(s) : 6 Pénalité(s) : 1 | Madrid Arbitre : F. Maciello |
| 28 février 2009 |                              |                  |                                                    | Madrid Arbitre : F. Maciello |

| 28 février 2009 | Roumanie                           | 19 - 28 (0 - 15) | Russie                                             | Bucarest Arbitre : G. Morris |
| 28 février 2009 | Essai(s) : 3 Transformation(s) : 2 |                  | Essai(s) : 3 Transformation(s) : 2 Pénalité(s) : 3 | Bucarest Arbitre : G. Morris |
| 28 février 2009 |                                    |                  |                                                    | Bucarest Arbitre : G. Morris |

| 14 mars 2009 | Géorgie                                            | 28 - 23 (15 - 13) | Roumanie                                           | Tbilissi Arbitre : A. Mc Menemy |
| 14 mars 2009 | Essai(s) : 3 Transformation(s) : 2 Pénalité(s) : 3 |                   | Essai(s) : 2 Transformation(s) : 2 Pénalité(s) : 3 | Tbilissi Arbitre : A. Mc Menemy |
| 14 mars 2009 |                                                    |                   |                                                    | Tbilissi Arbitre : A. Mc Menemy |

| 15 mars 2009 | Portugal                                           | 24 - 19 (18 - 6) | Espagne                                                        | Lisbonne Arbitre : G. De Sanctis |
| 15 mars 2009 | Essai(s) : 2 Transformation(s) : 1 Pénalité(s) : 4 |                  | Essai(s) : 1 Transformation(s) : 1 Pénalité(s) : 3 Drop(s) : 1 | Lisbonne Arbitre : G. De Sanctis |
| 15 mars 2009 |                                                    |                  |                                                                | Lisbonne Arbitre : G. De Sanctis |

| 21 mars 2009 | Roumanie                                           | 21 - 22 (15 - 6) | Portugal                                           | Bucarest Arbitre : M. Bonhoure |
| 21 mars 2009 | Essai(s) : 2 Transformation(s) : 1 Pénalité(s) : 3 |                  | Essai(s) : 1 Transformation(s) : 1 Pénalité(s) : 5 | Bucarest Arbitre : M. Bonhoure |
| 21 mars 2009 |                                                    |                  |                                                    | Bucarest Arbitre : M. Bonhoure |

| 22 mars 2009 | Russie                                             | 21 - 29 (6 - 19) | Géorgie                            | Mariupol Arbitre : D. Mené |
| 22 mars 2009 | Essai(s) : 2 Transformation(s) : 1 Pénalité(s) : 3 |                  | Essai(s) : 5 Transformation(s) : 2 | Mariupol Arbitre : D. Mené |
| 22 mars 2009 |                                                    |                  |                                    | Mariupol Arbitre : D. Mené |

Le match s'est déroulé en Ukraine en raison du conflit opposant Russes et Géorgiens lors de la Deuxième Guerre d'Ossétie du Sud.
| 2 mai 2009 | Allemagne | 0 - 53 (0 - 22)                                    | Russie | Hanovre Arbitre : J-P. Doyle |
| 2 mai 2009 |           | Essai(s) : 7 Transformation(s) : 6 Pénalité(s) : 2 |        | Hanovre Arbitre : J-P. Doyle |
| 2 mai 2009 |           |                                                    |        | Hanovre Arbitre : J-P. Doyle |

Matchs retour
| 6 février 2010 | Russie                       | 14 - 10 (8 - 3) | Portugal                                           | Sotchi Arbitre : F. Maciello |
| 6 février 2010 | Essai(s) : 1 Pénalité(s) : 3 |                 | Essai(s) : 1 Transformation(s) : 1 Pénalité(s) : 1 | Sotchi Arbitre : F. Maciello |
| 6 février 2010 |                              |                 |                                                    | Sotchi Arbitre : F. Maciello |

| 6 février 2010 | Géorgie                              | 77 - 3 (42 - 3) | Allemagne       | Tbilissi Arbitre : P. Pechambert |
| 6 février 2010 | Essai(s) : 11 Transformation(s) : 11 |                 | Pénalité(s) : 1 | Tbilissi Arbitre : P. Pechambert |
| 6 février 2010 |                                      |                 |                 | Tbilissi Arbitre : P. Pechambert |

| 13 février 2010 | Espagne                                            | 20 - 38 (13 - 20) | Russie                                             | Madrid Arbitre : T. Hayes |
| 13 février 2010 | Essai(s) : 2 Transformation(s) : 2 Pénalité(s) : 2 |                   | Essai(s) : 4 Transformation(s) : 3 Pénalité(s) : 4 | Madrid Arbitre : T. Hayes |
| 13 février 2010 |                                                    |                   |                                                    | Madrid Arbitre : T. Hayes |

| 13 février 2010 | Portugal                                           | 10 - 16 (7 - 10) | Géorgie                                                        | Lisbonne Arbitre : A. Small |
| 13 février 2010 | Essai(s) : 1 Transformation(s) : 1 Pénalité(s) : 1 |                  | Essai(s) : 1 Transformation(s) : 1 Pénalité(s) : 2 Drop(s) : 1 | Lisbonne Arbitre : A. Small |
| 13 février 2010 |                                                    |                  |                                                                | Lisbonne Arbitre : A. Small |

| 13 février 2010 | Roumanie                            | 67 - 5 (20 - 5) | Allemagne    | Constanța Arbitre : C. Passacantando |
| 13 février 2010 | Essai(s) : 11 Transformation(s) : 6 |                 | Essai(s) : 1 | Constanța Arbitre : C. Passacantando |
| 13 février 2010 |                                     |                 |              | Constanța Arbitre : C. Passacantando |

| 27 février 2010 | Russie                                             | 21 - 21 (18 - 8) | Roumanie                                           | Sotchi Arbitre : G. Gardner |
| 27 février 2010 | Essai(s) : 2 Transformation(s) : 1 Pénalité(s) : 3 |                  | Essai(s) : 2 Transformation(s) : 1 Pénalité(s) : 3 | Sotchi Arbitre : G. Gardner |
| 27 février 2010 |                                                    |                  |                                                    | Sotchi Arbitre : G. Gardner |

| 27 février 2010 | Géorgie                                            | 17 - 9 (7 - 3) | Espagne         | Tbilissi Arbitre : J-P. Matheu |
| 27 février 2010 | Essai(s) : 3 Transformation(s) : 1 Pénalité(s) : 1 |                | Pénalité(s) : 3 | Tbilissi Arbitre : J-P. Matheu |
| 27 février 2010 |                                                    |                |                 | Tbilissi Arbitre : J-P. Matheu |

| 27 février 2010 | Allemagne | 0 - 69 (0 - 0)                                     | Portugal | Heusenstamm Arbitre : S. Penne |
| 27 février 2010 |           | Essai(s) : 9 Transformation(s) : 9 Pénalité(s) : 2 |          | Heusenstamm Arbitre : S. Penne |
| 27 février 2010 |           |                                                    |          | Heusenstamm Arbitre : S. Penne |

| 13 mars 2010 | Espagne                                            | 15 - 33 (8 - 27) | Portugal                                           | Madrid Arbitre : S. Penne |
| 13 mars 2010 | Essai(s) : 2 Transformation(s) : 1 Pénalité(s) : 1 |                  | Essai(s) : 3 Transformation(s) : 3 Pénalité(s) : 4 | Madrid Arbitre : S. Penne |
| 13 mars 2010 |                                                    |                  |                                                    | Madrid Arbitre : S. Penne |

| 13 mars 2010 | Russie                                             | 48 - 11 (20 - 3) | Allemagne                    | Sotchi Arbitre : P. Gauzère |
| 13 mars 2010 | Essai(s) : 7 Transformation(s) : 2 Pénalité(s) : 3 |                  | Essai(s) : 1 Pénalité(s) : 2 | Sotchi Arbitre : P. Gauzère |
| 13 mars 2010 |                                                    |                  |                              | Sotchi Arbitre : P. Gauzère |

| 13 mars 2010 | Roumanie                                                       | 22 - 10 (13 - 7) | Géorgie                                            | Bucarest Arbitre : S. Mc Dowell |
| 13 mars 2010 | Essai(s) : 1 Transformation(s) : 1 Pénalité(s) : 4 Drop(s) : 1 |                  | Essai(s) : 1 Transformation(s) : 1 Pénalité(s) : 1 | Bucarest Arbitre : S. Mc Dowell |
| 13 mars 2010 |                                                                |                  |                                                    | Bucarest Arbitre : S. Mc Dowell |

| 20 mars 2010 | Géorgie                                        | 36 - 8 (22 - 5) | Russie                       | Trabzon Arbitre : J. Garces |
| 20 mars 2010 | Essai(s) : 5 Transformation(s) : 4 Drop(s) : 1 |                 | Essai(s) : 1 Pénalité(s) : 1 | Trabzon Arbitre : J. Garces |
| 20 mars 2010 |                                                |                 |                              | Trabzon Arbitre : J. Garces |

Le match s'est déroulé en Turquie en raison du conflit opposant Géorgiens et Russes lors de la Deuxième Guerre d'Ossétie du Sud.
| 20 mars 2010 | Allemagne                                          | 17 - 21 (3 - 7) | Espagne                            | Heidelberg Arbitre : C. Damasco |
| 20 mars 2010 | Essai(s) : 2 Transformation(s) : 2 Pénalité(s) : 1 |                 | Essai(s) : 3 Transformation(s) : 3 | Heidelberg Arbitre : C. Damasco |
| 20 mars 2010 |                                                    |                 |                                    | Heidelberg Arbitre : C. Damasco |

| 20 mars 2010 | Portugal        | 9 - 20 (3 - 10) | Roumanie                                           | Lisbonne Arbitre : J. Jones |
| 20 mars 2010 | Pénalité(s) : 3 |                 | Essai(s) : 2 Transformation(s) : 2 Pénalité(s) : 2 | Lisbonne Arbitre : J. Jones |
| 20 mars 2010 |                 |                 |                                                    | Lisbonne Arbitre : J. Jones |

| 27 mars 2010 | Roumanie                                           | 48 - 3 (27 - 3) | Espagne         | Bucarest Arbitre : J. Lacey |
| 27 mars 2010 | Essai(s) : 6 Transformation(s) : 6 Pénalité(s) : 2 |                 | Pénalité(s) : 1 | Bucarest Arbitre : J. Lacey |
| 27 mars 2010 |                                                    |                 |                 | Bucarest Arbitre : J. Lacey |

## Division 2A
En Division 2A, l'Ukraine monte en Division 1. Il n'y a pas de descente car la division passe à 6 membres pour l'édition suivante.
| Rang | Nation                 | J | V | N | D | Pm  | Pe  | Diff | Pts |
| ---- | ---------------------- | - | - | - | - | --- | --- | ---- | --- |
| 1    | Ukraine                | 8 | 5 | 0 | 3 | 140 | 109 | +31  | 18  |
| 2    | Belgique               | 8 | 4 | 1 | 3 | 108 | 97  | +11  | 17  |
| 3    | République tchèque (R) | 8 | 3 | 1 | 4 | 135 | 142 | -7   | 15  |
| 4    | Pologne (P)            | 7 | 3 | 0 | 4 | 94  | 118 | -24  | 13  |
| 5    | Moldavie               | 7 | 3 | 0 | 4 | 133 | 144 | -11  | 13  |

|  | Promu en Division 1. |
|  | R : Relégué en 2008 • P : Promu en 2008 V : Victoires • N : Matches Nuls • D : Défaites • PM : Points marqués • PE : Points encaissés • Diff : Différence de points |

Matchs aller
| 4 octobre 2008 | Pologne | 12 – 13 | Ukraine | Lodz |
| 4 octobre 2008 |         |         |         | Lodz |
| 4 octobre 2008 |         |         |         | Lodz |

| 1er novembre 2008 | Belgique | 9 – 8 | Ukraine | Bruxelles |
| 1er novembre 2008 |          |       |         | Bruxelles |
| 1er novembre 2008 |          |       |         | Bruxelles |

| 15 novembre 2008 | République tchèque | 7 – 13 | Pologne | Ostrava |
| 15 novembre 2008 |                    |        |         | Ostrava |
| 15 novembre 2008 |                    |        |         | Ostrava |

| 16 novembre 2008 | Moldavie | 20 – 8 | Belgique | Chișinău |
| 16 novembre 2008 |          |        |          | Chișinău |
| 16 novembre 2008 |          |        |          | Chișinău |

| 22 novembre 2008 | République tchèque | 11 – 9 | Moldavie | Prague |
| 22 novembre 2008 |                    |        |          | Prague |
| 22 novembre 2008 |                    |        |          | Prague |

| 15 mars 2009 | Belgique | 15 – 15 | République tchèque | Bruxelles |
| 15 mars 2009 |          |         |                    | Bruxelles |
| 15 mars 2009 |          |         |                    | Bruxelles |

| 21 mars 2009 | Ukraine | 20 – 10 | République tchèque | Odessa |
| 21 mars 2009 |         |         |                    | Odessa |
| 21 mars 2009 |         |         |                    | Odessa |

| 9 mai 2009 | Ukraine | 32 – 0 | Moldavie | Kiev |
| 9 mai 2009 |         |        |          | Kiev |
| 9 mai 2009 |         |        |          | Kiev |

| 16 mai 2009 | Moldavie | 28 – 30 | Pologne | Chișinău |
| 16 mai 2009 |          |         |         | Chișinău |
| 16 mai 2009 |          |         |         | Chișinău |

| 30 mai 2009 | Pologne | 14 – 3 | Belgique | Varsovie |
| 30 mai 2009 |         |        |          | Varsovie |
| 30 mai 2009 |         |        |          | Varsovie |

Matchs retour
| 12 septembre 2009 | Ukraine | 19 - 12 | Pologne | Kiev |
| 12 septembre 2009 |         |         |         | Kiev |
| 12 septembre 2009 |         |         |         | Kiev |

| 10 octobre 2009 | Ukraine | 13 – 11 | Belgique | Kiev |
| 10 octobre 2009 |         |         |          | Kiev |
| 10 octobre 2009 |         |         |          | Kiev |

| 25 octobre 2009 | Pologne | 5 - 19 | République tchèque | Varsovie |
| 25 octobre 2009 |         |        |                    | Varsovie |
| 25 octobre 2009 |         |        |                    | Varsovie |

| 31 octobre 2009 | Belgique | 14 – 3 | Moldavie | Bruxelles |
| 31 octobre 2009 |          |        |          | Bruxelles |
| 31 octobre 2009 |          |        |          | Bruxelles |

| 14 novembre 2009 | Moldavie | 45 – 30 | République tchèque | Chișinău |
| 14 novembre 2009 |          |         |                    | Chișinău |
| 14 novembre 2009 |          |         |                    | Chișinău |

| 3 avril 2010 | République tchèque | 16 – 19 | Belgique | Prague |
| 3 avril 2010 |                    |         |          | Prague |
| 3 avril 2010 |                    |         |          | Prague |

| 10 avril 2010 | République tchèque | 27 – 16 | Ukraine | Říčany |
| 10 avril 2010 |                    |         |         | Říčany |
| 10 avril 2010 |                    |         |         | Říčany |

| 24 avril 2010 | Belgique | 29 – 8 | Pologne | Bruxelles |
| 24 avril 2010 |          |        |         | Bruxelles |
| 24 avril 2010 |          |        |         | Bruxelles |

| 24 avril 2010 | Pologne | Annulé | Moldavie |  |
| 24 avril 2010 |         |        |          |  |
| 24 avril 2010 |         |        |          |  |

Le match entre la Pologne et la Moldavie qui était prévu le 10 avril 2010 a finalement été annulé à la suite du décès du président de la République de Pologne Lech Kaczyński le jour même dans un accident d'avion.

## Division 2B
En division 2B,  les Pays-Bas, relégués en 2008, remontent en division 2A en ne concédant qu'une défaite. Le promu, la Suède, évite la dernière place lors du dernier match face à la Croatie et met la Lettonie en dernière position. Avec le passage de la division 2A à 6 membres il n'y a pas de relégation à l'étage inférieur.
| Rang | Nation       | J | V | N | D | Pm  | Pe  | Diff | Pts |
| ---- | ------------ | - | - | - | - | --- | --- | ---- | --- |
| 1    | Pays-Bas (R) | 8 | 7 | 0 | 1 | 219 | 90  | +129 | 22  |
| 2    | Croatie      | 8 | 6 | 0 | 2 | 161 | 114 | +47  | 20  |
| 3    | Malte        | 8 | 4 | 0 | 4 | 132 | 156 | -24  | 16  |
| 4    | Suède (P)    | 8 | 2 | 0 | 6 | 147 | 162 | -15  | 12  |
| 5    | Lettonie     | 8 | 1 | 0 | 7 | 100 | 237 | -137 | 10  |

|  | Promu en Division 2A. |
|  | R : Relégué en 2008 • P : Promu en 2008 V : Victoires • N : Matches Nuls • D : Défaites • PM : Points marqués • PE : Points encaissés • Diff : Différence de points |

Matchs aller
| 25 octobre 2008 | Suède | 21 – 5 | Lettonie | Vänersborg |
| 25 octobre 2008 |       |        |          | Vänersborg |
| 25 octobre 2008 |       |        |          | Vänersborg |

| 25 octobre 2008 | Malte | 16 - 18 | Croatie | Marsa |
| 25 octobre 2008 |       |         |         | Marsa |
| 25 octobre 2008 |       |         |         | Marsa |

| 1er novembre 2008 | Pays-Bas | 18 – 12 | Croatie | Amsterdam |
| 1er novembre 2008 |          |         |         | Amsterdam |
| 1er novembre 2008 |          |         |         | Amsterdam |

| 1er novembre 2008 | Suède | 6 – 9 | Malte | Vänersborg |
| 1er novembre 2008 |       |       |       | Vänersborg |
| 1er novembre 2008 |       |       |       | Vänersborg |

| 8 novembre 2008 | Lettonie | 10 - 29 | Pays-Bas | Jelgava |
| 8 novembre 2008 |          |         |          | Jelgava |
| 8 novembre 2008 |          |         |          | Jelgava |

| 18 avril 2009 | Lettonie | 32 – 19 | Malte | Riga |
| 18 avril 2009 |          |         |       | Riga |
| 18 avril 2009 |          |         |       | Riga |

| 18 avril 2009 | Pays-Bas | 36 – 24 | Suède | Amsterdam |
| 18 avril 2009 |          |         |       | Amsterdam |
| 18 avril 2009 |          |         |       | Amsterdam |

| 25 avril 2009 | Croatie | 21 – 13 | Lettonie | Makarska |
| 25 avril 2009 |         |         |          | Makarska |
| 25 avril 2009 |         |         |          | Makarska |

| 25 avril 2009 | Malte | 9 – 27 | Pays-Bas | Valladolid |
| 25 avril 2009 |       |        |          | Valladolid |
| 25 avril 2009 |       |        |          | Valladolid |

| 2 mai 2009 | Croatie | 23 – 13 | Suède | Split |
| 2 mai 2009 |         |         |       | Split |
| 2 mai 2009 |         |         |       | Split |

Matchs retour
| 24 octobre 2009 | Lettonie | 9 - 23 | Croatie | Riga |
| 24 octobre 2009 |          |        |         | Riga |
| 24 octobre 2009 |          |        |         | Riga |

| 31 octobre 2009 | Suède | 16 - 19 | Pays-Bas | Trelleborg |
| 31 octobre 2009 |       |         |          | Trelleborg |
| 31 octobre 2009 |       |         |          | Trelleborg |

| 31 octobre 2009 | Croatie | 34 - 14 | Malte | Split |
| 31 octobre 2009 |         |         |       | Split |
| 31 octobre 2009 |         |         |       | Split |

| 7 novembre 2009 | Malte | 25 – 23 | Suède | Paola |
| 7 novembre 2009 |       |         |       | Paola |
| 7 novembre 2009 |       |         |       | Paola |

| 7 novembre 2009 | Pays-Bas | 57 – 3 | Lettonie | Amsterdam |
| 7 novembre 2009 |          |        |          | Amsterdam |
| 7 novembre 2009 |          |        |          | Amsterdam |

| 17 avril 2010 | Lettonie | 31 - 27 | Suède | Riga |
| 17 avril 2010 |          |         |       | Riga |
| 17 avril 2010 |          |         |       | Riga |

| 17 avril 2010 | Pays-Bas | 19 – 0 | Malte | Amsterdam |
| 17 avril 2010 |          |        |       | Amsterdam |
| 17 avril 2010 |          |        |       | Amsterdam |

| 24 avril 2010 | Croatie | 16 – 14 | Pays-Bas | Split |
| 24 avril 2010 |         |         |          | Split |
| 24 avril 2010 |         |         |          | Split |

| 24 avril 2010 | Malte | 27 - 10 | Lettonie | Paola |
| 24 avril 2010 |       |         |          | Paola |
| 24 avril 2010 |       |         |          | Paola |

| 1er mai 2010 | Suède | 17 - 14 | Croatie | Enkoping |
| 1er mai 2010 |       |         |         | Enkoping |
| 1er mai 2010 |       |         |         | Enkoping |

## Division 3A
En Division 3A, la Lituanie promue lors du dernier tournoi monte en Division 2B grâce à son parcours sans-faute (et malgré un match en moins).
Avec le passage de la division 2A à 6 membres il n'y a pas de relégation à l'étage inférieur.
| Rang | Nation       | J | V | N | D | Pm  | Pe  | Diff | Pts |
| ---- | ------------ | - | - | - | - | --- | --- | ---- | --- |
| 1    | Lituanie (P) | 7 | 7 | 0 | 0 | 275 | 55  | +220 | 21  |
| 2    | Arménie      | 8 | 4 | 0 | 4 | 151 | 154 | -3   | 15  |
| 3    | Serbie       | 8 | 3 | 0 | 5 | 97  | 230 | -133 | 14  |
| 4    | Andorre (R)  | 8 | 3 | 0 | 5 | 122 | 173 | -51  | 14  |
| 5    | Suisse       | 7 | 2 | 0 | 5 | 79  | 112 | -33  | 11  |

À la suite de son forfait contre la Lituanie, l'Arménie marque 0 point et perd le match 25-0.
Le match Suisse - Lituanie est annulé (pas d'influence au classement).
|  | Promu en Division 2B. |
|  | R : Relégué en 2008 • P : Promu en 2008 V : Victoires • N : Matches Nuls • D : Défaites • PM : Points marqués • PE : Points encaissés • Diff : Différence de points |

Matchs aller
| 13 septembre 2008 | Serbie | 0 - 41 | Arménie | Smederevo |
| 13 septembre 2008 |        |        |         | Smederevo |
| 13 septembre 2008 |        |        |         | Smederevo |

| 18 octobre 2008 | Arménie | 35 - 15 | Suisse | Abovyan |
| 18 octobre 2008 |         |         |        | Abovyan |
| 18 octobre 2008 |         |         |        | Abovyan |

| 8 novembre 2008 | Andorre | 10 - 26 | Lituanie | Andorre-la-Vieille |
| 8 novembre 2008 |         |         |          | Andorre-la-Vieille |
| 8 novembre 2008 |         |         |          | Andorre-la-Vieille |

| 15 novembre 2008 | Lituanie | 33 - 0 | Suisse | Vilnius |
| 15 novembre 2008 |          |        |        | Vilnius |
| 15 novembre 2008 |          |        |        | Vilnius |

| 6 décembre 2008 | Serbie | 32 - 7 | Andorre | Smederevo |
| 6 décembre 2008 |        |        |         | Smederevo |
| 6 décembre 2008 |        |        |         | Smederevo |

| 14 mars 2009 | Suisse | 32 - 9 | Andorre | Berne |
| 14 mars 2009 |        |        |         | Berne |
| 14 mars 2009 |        |        |         | Berne |

| 21 mars 2009 | Andorre | 36 - 10 | Arménie | Andorre-la-Vieille |
| 21 mars 2009 |         |         |         | Andorre-la-Vieille |
| 21 mars 2009 |         |         |         | Andorre-la-Vieille |

| 4 avril 2009 | Suisse | 6 - 12 | Serbie | Nyon |
| 4 avril 2009 |        |        |        | Nyon |
| 4 avril 2009 |        |        |        | Nyon |

| 2 mai 2009 | Lituanie | 50 - 9 | Serbie | Vilnius |
| 2 mai 2009 |          |        |        | Vilnius |
| 2 mai 2009 |          |        |        | Vilnius |

| 9 mai 2009 | Arménie | 19 - 24 | Lituanie | Abovyan |
| 9 mai 2009 |         |         |          | Abovyan |
| 9 mai 2009 |         |         |          | Abovyan |

Matchs retour
| 10 octobre 2009 | Lituanie | 40 - 12 | Andorre | Šiauliai |
| 10 octobre 2009 |          |         |         | Šiauliai |
| 10 octobre 2009 |          |         |         | Šiauliai |

| 24 octobre 2009 | Serbie | 13 - 8 | Suisse | Belgrade |
| 24 octobre 2009 |        |        |        | Belgrade |
| 24 octobre 2009 |        |        |        | Belgrade |

| 1er novembre 2009 | Lituanie | Forfait | Arménie | Klaipėda |
| 1er novembre 2009 |          |         |         | Klaipėda |
| 1er novembre 2009 |          |         |         | Klaipėda |

| 22 octobre 2009 | Suisse | 18 - 0 | Arménie | Yverdon-les-Bains |
| 22 octobre 2009 |        |        |         | Yverdon-les-Bains |
| 22 octobre 2009 |        |        |         | Yverdon-les-Bains |

| 29 novembre 2009 | Andorre | 21 - 7 | Serbie | Andorre-la-Vieille |
| 29 novembre 2009 |         |        |        | Andorre-la-Vieille |
| 29 novembre 2009 |         |        |        | Andorre-la-Vieille |

| 3 avril 2010 | Arménie | 26 - 17 | Andorre | Abovyan |
| 3 avril 2010 |         |         |         | Abovyan |
| 3 avril 2010 |         |         |         | Abovyan |

| 10 avril 2010 | Arménie | 20 - 19 | Serbie | Abovyan |
| 10 avril 2010 |         |         |        | Abovyan |
| 10 avril 2010 |         |         |        | Abovyan |

| 24 avril 2010 | Serbie | 5 - 77 | Lituanie | Belgrade |
| 24 avril 2010 |        |        |          | Belgrade |
| 24 avril 2010 |        |        |          | Belgrade |

| 8 mai 2010 | Andorre | 10 - 0 | Suisse | Andorre-la-Vieille |
| 8 mai 2010 |         |        |        | Andorre-la-Vieille |
| 8 mai 2010 |         |        |        | Andorre-la-Vieille |

|  | Suisse | Annulé | Lituanie |  |
|  |        |        |          |  |
|  |        |        |          |  |

## Division 3B
En Division 3B, la Slovénie promue lors du dernier tournoi monte en Division 3A. Avec le passage de la division 2A à 6 membres il n'y a pas de relégation à l'étage inférieur.
| Rang | Nation       | J | V | N | D | Pm  | Pe  | Diff | Pts |
| ---- | ------------ | - | - | - | - | --- | --- | ---- | --- |
| 1    | Slovénie (P) | 8 | 6 | 0 | 2 | 143 | 121 | +22  | 20  |
| 2    | Hongrie      | 8 | 5 | 0 | 3 | 202 | 146 | +56  | 18  |
| 3    | Danemark (R) | 8 | 4 | 0 | 4 | 149 | 148 | +1   | 16  |
| 4    | Norvège      | 8 | 3 | 0 | 5 | 111 | 130 | -19  | 14  |
| 5    | Autriche     | 8 | 2 | 0 | 6 | 87  | 147 | -60  | 12  |

|  | Promu en Division 3A. |
|  | R : Relégué en 2008 • P : Promu en 2008 V : Victoires • N : Matches Nuls • D : Défaites • PM : Points marqués • PE : Points encaissés • Diff : Différence de points |

Matchs aller
| 13 septembre 2008 | Slovénie | 32 - 26 | Hongrie | Ljubljana |
| 13 septembre 2008 |          |         |         | Ljubljana |
| 13 septembre 2008 |          |         |         | Ljubljana |

| 27 septembre 2008 | Norvège | 15 - 26 | Hongrie | Oslo |
| 27 septembre 2008 |         |         |         | Oslo |
| 27 septembre 2008 |         |         |         | Oslo |

| 11 octobre 2008 | Norvège | 11 - 3 | Autriche | Oslo |
| 11 octobre 2008 |         |        |          | Oslo |
| 11 octobre 2008 |         |        |          | Oslo |

| 18 octobre 2008 | Hongrie | 39 - 12 | Danemark | Kecskemét |
| 18 octobre 2008 |         |         |          | Kecskemét |
| 18 octobre 2008 |         |         |          | Kecskemét |

| 1er novembre 2008 | Danemark | 19 - 25 | Slovénie | Odense |
| 1er novembre 2008 |          |         |          | Odense |
| 1er novembre 2008 |          |         |          | Odense |

| 8 novembre 2008 | Autriche | 9 - 18 | Slovénie | Vienne |
| 8 novembre 2008 |          |        |          | Vienne |
| 8 novembre 2008 |          |        |          | Vienne |

| 11 avril 2009 | Danemark | 20 - 18 | Norvège | Odense |
| 11 avril 2009 |          |         |         | Odense |
| 11 avril 2009 |          |         |         | Odense |

| 18 avril 2009 | Hongrie | 25 - 13 | Autriche | Esztergom |
| 18 avril 2009 |         |         |          | Esztergom |
| 18 avril 2009 |         |         |          | Esztergom |

| 25 avril 2009 | Slovénie | 14 - 10 | Norvège | Ljubljana |
| 25 avril 2009 |          |         |         | Ljubljana |
| 25 avril 2009 |          |         |         | Ljubljana |

| 25 avril 2009 | Autriche | 6 - 27 | Danemark | Linz |
| 25 avril 2009 |          |        |          | Linz |
| 25 avril 2009 |          |        |          | Linz |

Matchs retour
| 10 octobre 2009 | Hongrie | 17 - 11 | Slovénie | Pécs |
| 10 octobre 2009 |         |         |          | Pécs |
| 10 octobre 2009 |         |         |          | Pécs |

| 17 octobre 2009 | Norvège | 15 - 8 | Danemark | Bergen |
| 17 octobre 2009 |         |        |          | Bergen |
| 17 octobre 2009 |         |        |          | Bergen |

| 17 octobre 2009 | Slovénie | 13 - 15 | Autriche | Ljubljana |
| 17 octobre 2009 |          |         |          | Ljubljana |
| 17 octobre 2009 |          |         |          | Ljubljana |

| 31 octobre 2009 | Danemark | 27 - 18 | Hongrie | Odense |
| 31 octobre 2009 |          |         |         | Odense |
| 31 octobre 2009 |          |         |         | Odense |

| 14 novembre 2009 | Autriche | 9 - 12 | Norvège | Vienne |
| 14 novembre 2009 |          |        |         | Vienne |
| 14 novembre 2009 |          |        |         | Vienne |

| 24 avril 2010 | Danemark | 24 - 13 | Autriche | Odense |
| 24 avril 2010 |          |         |          | Odense |
| 24 avril 2010 |          |         |          | Odense |

| 1er mai 2010 | Hongrie | 34 - 17 | Norvège | Esztergom |
| 1er mai 2010 |         |         |         | Esztergom |
| 1er mai 2010 |         |         |         | Esztergom |

| 15 mai 2010 | Slovénie | 14 - 12 | Danemark | Ljubljana |
| 15 mai 2010 |          |         |          | Ljubljana |
| 15 mai 2010 |          |         |          | Ljubljana |

| 15 mai 2010 | Autriche | 19 - 17 | Hongrie | Vienne |
| 15 mai 2010 |          |         |         | Vienne |
| 15 mai 2010 |          |         |         | Vienne |

| 22 mai 2010 | Norvège | 13 - 16 | Slovénie | Alesund |
| 22 mai 2010 |         |         |          | Alesund |
| 22 mai 2010 |         |         |          | Alesund |

## Division 3C
L'équipe d'Israël termine première et invaincue de la Division 3C lui assurant ainsi la montée en Division 3B. Avec le passage de la division 2A à 6 membres, il n'y a pas de relégation à l'étage inférieur.
| Rang | Nation       | J | V | N | D | Pm  | Pe  | Diff | Pts |
| ---- | ------------ | - | - | - | - | --- | --- | ---- | --- |
| 1    | Israël       | 8 | 8 | 0 | 0 | 257 | 59  | +198 | 24  |
| 2    | Grèce (P)    | 8 | 5 | 0 | 3 | 143 | 143 | 0    | 18  |
| 3    | Bulgarie (R) | 8 | 5 | 0 | 3 | 162 | 162 | 0    | 18  |
| 4    | Luxembourg   | 8 | 2 | 0 | 6 | 98  | 148 | -50  | 12  |
| 5    | Finlande     | 8 | 0 | 0 | 8 | 79  | 227 | -148 | 8   |

|  | Promu en Division 3B. |
|  | R : Relégué en 2008 • P : Promu en 2008 V : Victoires • N : Matches Nuls • D : Défaites • PM : Points marqués • PE : Points encaissés • Diff : Différence de points |

Matchs aller
| 4 octobre 2008 | Finlande | 19 - 27 | Luxembourg | Helsinki |
| 4 octobre 2008 |          |         |            | Helsinki |
| 4 octobre 2008 |          |         |            | Helsinki |

| 11 octobre 2008 | Finlande | 10 - 12 | Grèce | Helsinki |
| 11 octobre 2008 |          |         |       | Helsinki |
| 11 octobre 2008 |          |         |       | Helsinki |

| 15 novembre 2008 | Bulgarie | 8 - 11 | Israël | Pernik |
| 15 novembre 2008 |          |        |        | Pernik |
| 15 novembre 2008 |          |        |        | Pernik |

| 22 novembre 2008 | Grèce | 10 - 25 | Israël | Kephissia |
| 22 novembre 2008 |       |         |        | Kephissia |
| 22 novembre 2008 |       |         |        | Kephissia |

| 29 novembre 2008 | Luxembourg | 10 - 18 | Bulgarie | Luxembourg |
| 29 novembre 2008 |            |         |          | Luxembourg |
| 29 novembre 2008 |            |         |          | Luxembourg |

| 21 mars 2009 | Israël | 30 - 0 | Luxembourg | Netanya |
| 21 mars 2009 |        |        |            | Netanya |
| 21 mars 2009 |        |        |            | Netanya |

| 11 avril 2009 | Grèce | 41 - 18 | Bulgarie | Alexandroúpoli |
| 11 avril 2009 |       |         |          | Alexandroúpoli |
| 11 avril 2009 |       |         |          | Alexandroúpoli |

| 25 avril 2009 | Bulgarie | 29 - 10 | Finlande | Pernik |
| 25 avril 2009 |          |         |          | Pernik |
| 25 avril 2009 |          |         |          | Pernik |

| 25 avril 2009 | Luxembourg | 14 - 17 | Grèce | Luxembourg |
| 25 avril 2009 |            |         |       | Luxembourg |
| 25 avril 2009 |            |         |       | Luxembourg |

| 2 mai 2009 | Israël | 70 - 8 | Finlande | Netanya |
| 2 mai 2009 |        |        |          | Netanya |
| 2 mai 2009 |        |        |          | Netanya |

Matchs retour
| 3 octobre 2009 | Finlande | 13 - 36 | Bulgarie | Helsinki |
| 3 octobre 2009 |          |         |          | Helsinki |
| 3 octobre 2009 |          |         |          | Helsinki |

| 24 octobre 2009 | Bulgarie | 25 - 12 | Luxembourg | Pernik |
| 24 octobre 2009 |          |         |            | Pernik |
| 24 octobre 2009 |          |         |            | Pernik |

| 7 novembre 2009 | Luxembourg | 9 - 3 | Finlande | Luxembourg |
| 7 novembre 2009 |            |       |          | Luxembourg |
| 7 novembre 2009 |            |       |          | Luxembourg |

| 27 février 2010 | Grèce | 31 - 10 | Finlande | Patras |
| 27 février 2010 |       |         |          | Patras |
| 27 février 2010 |       |         |          | Patras |

| 13 octobre 2010 | Grèce | 17 - 9 | Luxembourg | Athènes |
| 13 octobre 2010 |       |        |            | Athènes |
| 13 octobre 2010 |       |        |            | Athènes |

| 10 avril 2010 | Israël | 50 - 10 | Bulgarie | Netanya |
| 10 avril 2010 |        |         |          | Netanya |
| 10 avril 2010 |        |         |          | Netanya |

| 17 avril 2010 | Israël | 39 - 0 | Grèce | Netanya |
| 17 avril 2010 |        |        |       | Netanya |
| 17 avril 2010 |        |        |       | Netanya |

| 24 avril 2010 | Bulgarie | 18 - 15 | Grèce | Pernik |
| 24 avril 2010 |          |         |       | Pernik |
| 24 avril 2010 |          |         |       | Pernik |

| 8 mai 2010 | Luxembourg | 17 -19 | Israël | Luxembourg |
| 8 mai 2010 |            |        |        | Luxembourg |
| 8 mai 2010 |            |        |        | Luxembourg |

| 12 juin 2010 | Finlande | 6 - 13 | Israël | Helsinki |
| 12 juin 2010 |          |        |        | Helsinki |
| 12 juin 2010 |          |        |        | Helsinki |

## Division 3D
Après avoir joué trois rencontres, la Slovaquie annonce son forfait pour le reste de la compétition pour raisons financières. La FIRA–AER décide alors d'annuler les résultats de leurs trois premiers matchs (défaite 46-32 contre la Bosnie-Herzégovine, défaite 33-7 en Chypre et victoire 11-10 face à Monaco).
| Rang | Nation                 | J | V | N | D | Pm  | Pe  | Diff | Pts |
| ---- | ---------------------- | - | - | - | - | --- | --- | ---- | --- |
| 1    | Chypre                 | 6 | 6 | 0 | 0 | 187 | 17  | +170 | 18  |
| 2    | Bosnie-Herzégovine (R) | 6 | 4 | 0 | 2 | 113 | 48  | +65  | 14  |
| 3    | Monaco                 | 6 | 1 | 0 | 5 | 59  | 178 | -119 | 8   |
| 4    | Azerbaïdjan            | 6 | 1 | 0 | 5 | 52  | 168 | -116 | 8   |
| 5    | Slovaquie              | 0 | 0 | 0 | 0 | 0   | 0   | 0    | 0   |

|  | Promu en Division 3C. |
|  | R : Relégué en 2008 V : Victoires • N : Matches Nuls • D : Défaites • PM : Points marqués • PE : Points encaissés • Diff : Différence de points |

Matchs aller
| 11 octobre 2008 | Monaco | 5 - 50 | Bosnie-Herzégovine | Menton |
| 11 octobre 2008 |        |        |                    | Menton |
| 11 octobre 2008 |        |        |                    | Menton |

| 22 novembre 2008 | Bosnie-Herzégovine | 18 - 7 | Azerbaïdjan | Zenica |
| 22 novembre 2008 |                    |        |             | Zenica |
| 22 novembre 2008 |                    |        |             | Zenica |

| 29 novembre 2008 | Azerbaïdjan | 3 - 37 | Chypre | Bakou |
| 29 novembre 2008 |             |        |        | Bakou |
| 29 novembre 2008 |             |        |        | Bakou |

| 6 décembre 2008 | Chypre | 24 - 3 | Monaco | Episkopí |
| 6 décembre 2008 |        |        |        | Episkopí |
| 6 décembre 2008 |        |        |        | Episkopí |

| 31 janvier 2009 | Monaco | 38 - 12 | Azerbaïdjan | Saint-Laurent-du-Var |
| 31 janvier 2009 |        |         |             | Saint-Laurent-du-Var |
| 31 janvier 2009 |        |         |             | Saint-Laurent-du-Var |

| 21 mars 2009 | Bosnie-Herzégovine | 6 - 8 | Chypre | Zenica |
| 21 mars 2009 |                    |       |        | Zenica |
| 21 mars 2009 |                    |       |        | Zenica |

Matchs retour
| 10 octobre 2009 | Bosnie-Herzégovine | 23 - 8 | Monaco | Zenica |
| 10 octobre 2009 |                    |        |        | Zenica |
| 10 octobre 2009 |                    |        |        | Zenica |

| 7 novembre 2009 | Azerbaïdjan | 5 - 16 | Bosnie-Herzégovine | Bakou |
| 7 novembre 2009 |             |        |                    | Bakou |
| 7 novembre 2009 |             |        |                    | Bakou |

| 14 novembre 2009 | Monaco | 5 - 44 | Chypre | Menton |
| 14 novembre 2009 |        |        |        | Menton |
| 14 novembre 2009 |        |        |        | Menton |

| 30 janvier 2010 | Azerbaïdjan | Forfait | Monaco | Bakou |
| 30 janvier 2010 |             |         |        | Bakou |
| 30 janvier 2010 |             |         |        | Bakou |

| 6 mars 2010 | Chypre | 59 - 0 | Azerbaïdjan | Paphos |
| 6 mars 2010 |        |        |             | Paphos |
| 6 mars 2010 |        |        |             | Paphos |

| 27 mars 2010 | Chypre | 15 - 0 | Bosnie-Herzégovine | Paphos |
| 27 mars 2010 |        |        |                    | Paphos |
| 27 mars 2010 |        |        |                    | Paphos |